# Steve Lukather
Steve Lukather (* 21. října 1957, San Fernando Valley, Kalifornie, USA) je americký kytarista, zpěvák, skladatel a producent. V roce 1977 byl jedním ze zakládajících členů skupiny Toto, se kterou hraje dodnes.

## Diskografie

### Sólová
- Lukather (1989)
- Candyman (1994)
- Luke (1997)
- No Substitutions: Live in Osaka (2001)
- Santamental (2003)
- Ever Changing Times (2008)
- 'All's Well That Ends Well (2010)
- Transition (2013)